# Hay Point
Hay Point – miejscowość w Australii położona w stanie Queensland ok. 40 km na południe od miasta Mackay. Ośrodek przemysłu górniczego oraz port morski.
W 2006 r. według spisu ludności liczyła 1386 osób.

## Port
Port składa się z dwóch masowych terminali węgla, tj. Dalrymple Bay Coal Terminal, którego właścicielem jest Prime Infrastructure Holdings (dawniej Babcock & Brown Infrastructure) i Brookfield Asset Management oraz Hay Point Services Coal Terminal, który jest własnością zarządzaną przez spółkę joint venture BHP Billiton i Mitsubishi.
Przeładunki w roku 1999 wyniosły 53,7 mln t, a w roku 2004 77 mln t węgla przez dwa terminale. To sprawia, że Hay Point jest jednym z największych portów węglowych na świecie.